# Blang Seureukuy
Blang Seureukuy is een bestuurslaag in het regentschap Aceh Utara van de provincie Atjeh, Indonesië. Blang Seureukuy telt 317 inwoners (volkstelling 2010).